# William Edmonstoune Aytoun
William Edmondstoune Aytoun (Edimburgo, 21 giugno 1813 – Elgin, 4 agosto 1865) è stato un avvocato e poeta britannico, membro del Collegio Reale di Giurisprudenza (1835) e dell'Avvocatura di Stato (1840), giudice e professore di Retorica e di Belles Lettres presso l'Università di Edimburgo (1845-65), Sceriffo delle Orcadi e Shetland (1852-65).

## Biografia
Nato al nr. 21 di Abercromby Place a Edimburgo, fu il figlio unico di Joan Keith (m. 1861) e Roger Aytoun (m. 1843), avvocato, e parente di Sir Robert Aytoun. A sua madre, donna di cultura, doveva la sua passione per la letteratura (tra cui le ballate liriche), le sue simpatie politiche verso il Partito Tory e la sua ammirazione per la Casa reale degli Stuart. All'età di undici anni fu mandato all'Accademia di Edimburgo e da lì passò successivamente all'Università di Edimburgo. Fece studi in giurisprudenza, praticando presso lo studio del padre: divenne avvocato e poi giudice.
Pubblicò alcune ballate di carattere patriottico, che riunì in seguito nei Canti dei cavalieri scozzesi. Fu anche traduttore dal tedesco e scrittore umoristico. Con uno di questi scritti, coniò la definizione per la corrente letteraria dei poeti spasmodici.

## Opere
- Le ballate di Bon Gaultier, parodie burlesche (1842-1844) scritta con Theodore Martin
- Canti dei cavalieri scozzesi (1848).
- Firmiliano, una tragedia spasmodica, tragedia eroicomica (1854)
- Norman Sinclair, romanzo (1861).